# Station radar de Douvres-la-Délivrande
La station radar de Douvres-la-Délivrande est un des ouvrages du mur de l'Atlantique implanté sur la commune de Douvres-la-Délivrande, dans le département du Calvados, région Normandie.

## Localisation
La station radar est située route de Bény " D83  à Douvres-la-Délivrande, à l'ouest de la commune.

## Histoire
La station radar est érigée par l'organisation Todt à partir de 1942 et donc a joué un rôle important lors du débarquement de Normandie du 6 juin 1944. Les travaux ont duré jusqu'en 1944.
La base était capable à la fois de détecter à longue distance et à plus courte distance, du fait d'un site très favorable pour la surveillance de la Côte de Nacre.
150 hommes étaient affectés à la défense des 35 ha du site.
Lors du Débarquement, les troupes alliées ont brouillé le dispositif pour le rendre inopérant et prennent la position le 17 juin, après plusieurs assauts.
Après la guerre, le déminage est assuré par des prisonniers de guerre allemands, même si des problèmes de sécurité subsistent jusqu'en 1950. Le site est remis en culture.
L'aménagement du site débute par le rachat d'une zone de 3 ha par la mairie grâce à la volonté d'une association d'anciens combattants de ne pas voir disparaître ce témoignage.
En vue de l'installation du Musée du radar en mai 1994, le radar Würzburg est restauré et un espace de 3 ha réhabilité. Le radar Würzburg authentique vient de Hollande.  
Le musée du radar est géré par le Mémorial de Caen jusqu'en 2006, puis par la mairie de Douvres-la-Délivrande, de nouveau en 2014 par le Mémorial de Caen, et depuis le 1er janvier 2020 par l'association des Amis du Musée Radar (loi 1901) avec le soutien de la Municipalité.
En mars 2016, l'antenne est arrachée par une tempête. Depuis elle a été redressée et le musée poursuit son activité de découvertes des vacances de Pâques jusqu'au vacances de la Toussaint.

## Protection
Certains éléments du monument font l'objet d'une inscription au titre des monuments historiques depuis le 10 juin 2014 : les sols, les vestiges archéologiques, les bunkers.

## Description
Le complexe comprenait une trentaine de bunkers et cinq radars, sur une superficie de 35 hectares.
Un radar Würzburg est conservé sur le site.
Le complexe comprenait deux secteurs identifiés au rôle distinct selon la distance de détection. Le complexe était protégé par des mines, des barbelés et de l'artillerie.